# Марсія Гарріс
Лена Гілл (14 лютого 1868 — 18 червня 1947), відома як Марсія Гарріс — американська акторка. З 1915 по 1932 рік вона знялася в 48 фільмах.
Народилася в Провіденсі, штат Род-Айленд. Як любителька грала переважно в головних чоловічих ролях у театральній організації Chelsea Club у Бостоні.
Гарріс знялася на Бродвеї у виставах The Adding Machine (1923), What Happened to Jones (1917), Rich Man, Poor Man (1916) і All Aboard (1913). Її інші роботи на сцені включали музичну постановку Альмо, де ти живеш? (1911)
Марсія Гарріс померла у Нортгемптоні, штат Массачусетс.

## Вибрана фільмографія
- 1926 — Люби їх і залиш їх